# Oostknollendam
Oostknollendam ist ein Ortsteil der Gemeinde Wormerland in der niederländischen Provinz Noord-Holland.

## Geographie
Das kleine Dorf liegt 18 Kilometer nordnordwestlich von Amsterdam im äußersten Westen der Gemeinde. Es grenzt an die Orte Starnmeer und Spijkerboor im Norden, Jisp im Osten, Wormer im Süden und West-Knollendam im Westen, von dem es durch die Zaan getrennt ist.